# Effort de guerre
L'effort de guerre est la mobilisation sociale et industrielle visant à subvenir aux besoins militaires d'un État. Il affecte toute l'économie, surtout par une réorientation du système industriel vers la production d'armes ou de matériel nécessaire à la poursuite du conflit. Il peut également comporter les actions de défense ou de reconstruction des villes et infrastructures, ainsi que les soins médicaux aux victimes civiles ou militaires. En cas de mobilisation de contingents importants de militaires non professionnels, l'effort de guerre comprend le remplacement des hommes mobilisés, souvent par leurs épouses dans le domaine agricole ou par des personnes qui ne sont plus actives (professeurs à la retraite pour éduquer les enfants dont les maîtres plus jeunes sont partis à la guerre…).
Dans les conflits majeurs tels que la Première Guerre mondiale et la Seconde Guerre mondiale, toute la population est contrainte à l'effort de guerre, tant les ressources que la production de biens et innovations étant affectées en tout ou partie aux priorités belliqueuses. L'effort de guerre peut être un des éléments d'une guerre totale.
L'effort de guerre peut être prolongé par un effort d'après-guerre qui mobilise à l'issue du conflit les mêmes acteurs et les mêmes facteurs dans le rétablissement du pays et son retour aux activités de temps de paix.

## Aspects économiques
L'effort de guerre induit une expansion de l'action étatique sur l'activité économique et ses acteurs privés. Il peut en particulier prendre la forme de nationalisations. Il participe ainsi à augmenter la part de l'économie dirigée ; évolution qui se prolonge au-delà de la fin du conflit, dans et après l'éventuel « effort d'après-guerre ».

## Aspect sociaux
La mobilisation coordonnée des ressources humaines de la société vers le soutien de la force militaire, influence tous les aspects de la vie de tous les jours des civils du front intérieur appelé aussi « front de l'arrière ». En période d'avant-guerre ou de guerre, chaque membre de la société doit contribuer d'une manière ou d'une autre à cet effort (remplacement dans tous les secteurs économiques des hommes incorporés, soutien logistique, production de denrées de première nécessité dont la répartition entre le  front militaire et l'arrière civil est cruciale,, rationnement des biens de consommation et du combustible, propagande, collectes de fonds et ventes de bons de guerre pour financer les dépenses militaires, soins de santé et de soutien aux soldats, aide aux femmes de soldat, aux veuves, orphelins et invalides…).

## Galerie

Affiche commémorant l'effort de guerre fourni par les femmes françaises durant la Grande Guerre (munitionnettes dans les usines d'armement).
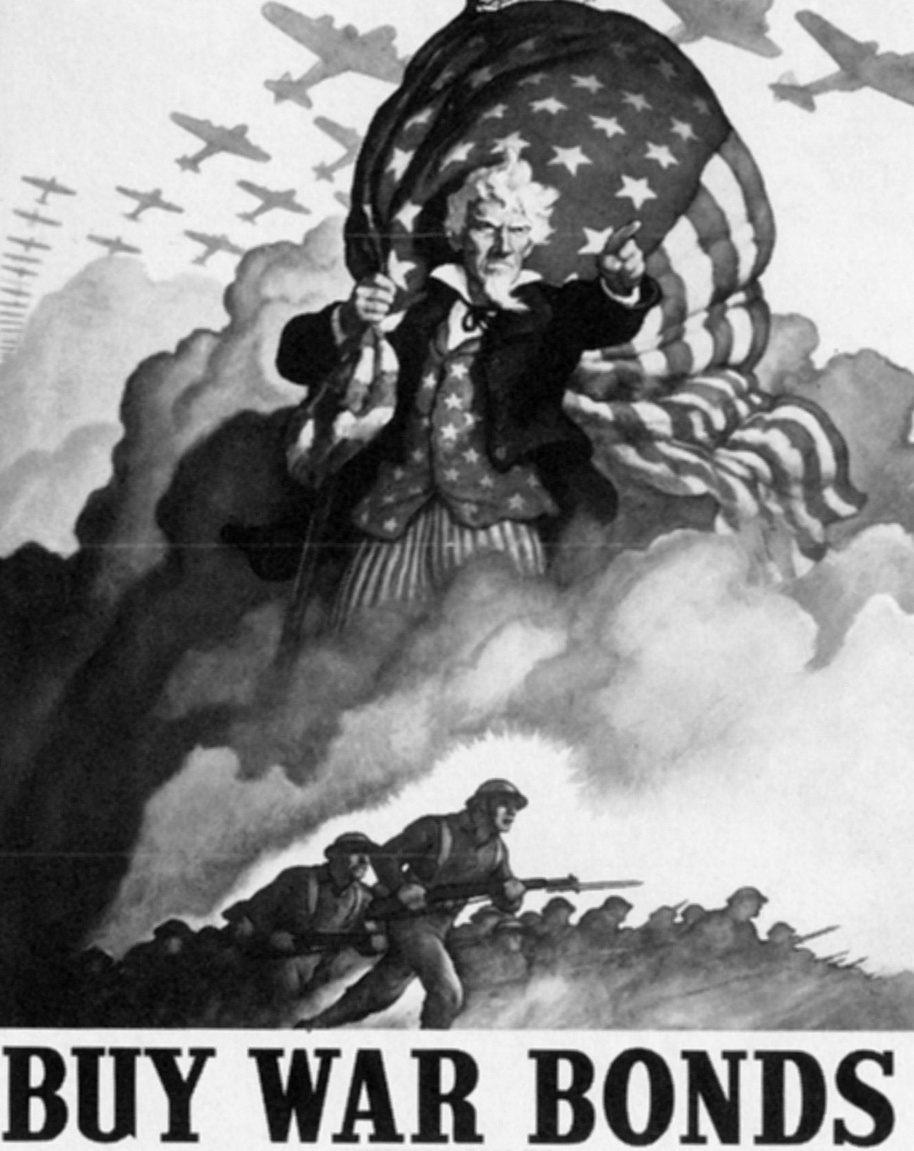
Oncle Sam lance l'appel à des obligations de guerre pour financer l'industrie et l'armement pendant la Seconde Guerre mondiale ; ici le poster d'un War bond de 1942.
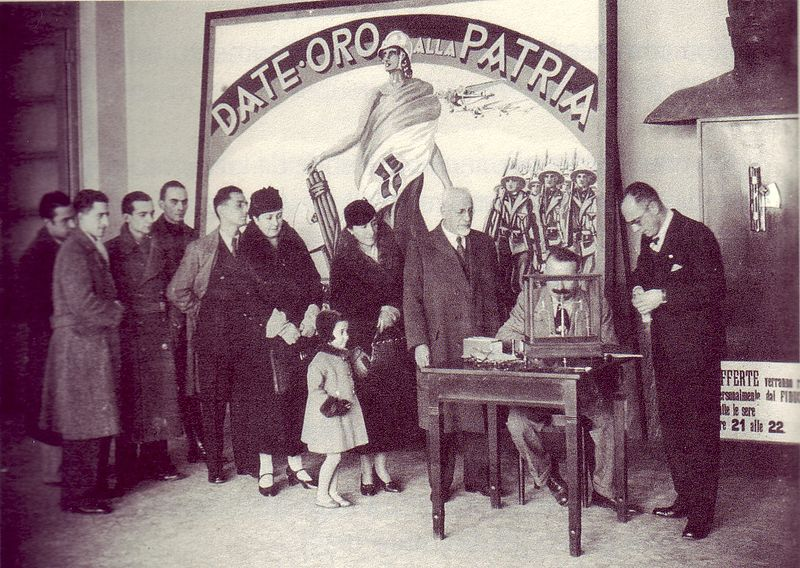
Don d'alliances en or dans l'Italie fasciste en 1935.
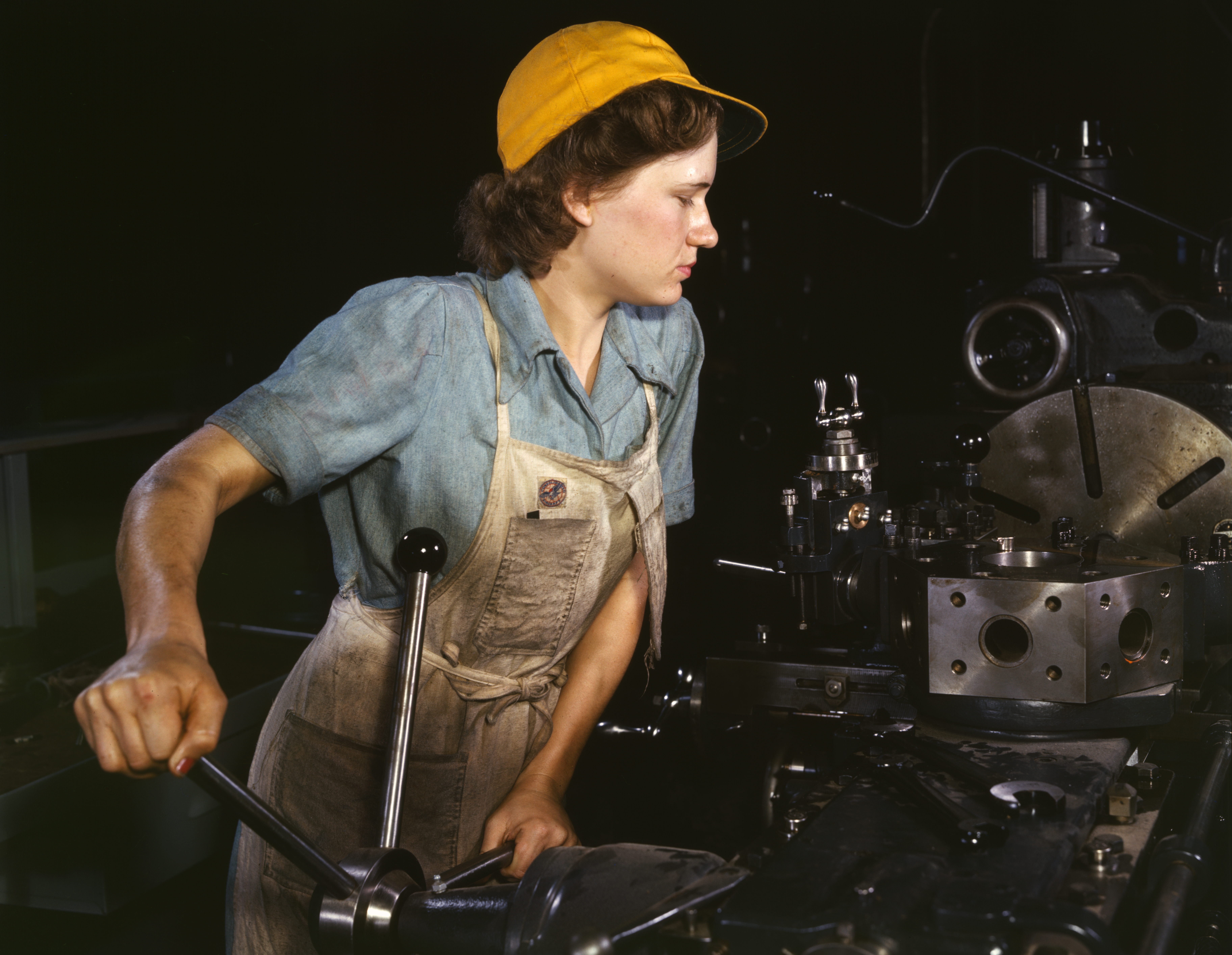
« Rosie la riveteuse » : Aux États-Unis, pendant la Seconde Guerre mondiale, les femmes occupent des emplois habituellement dévolus aux hommes.
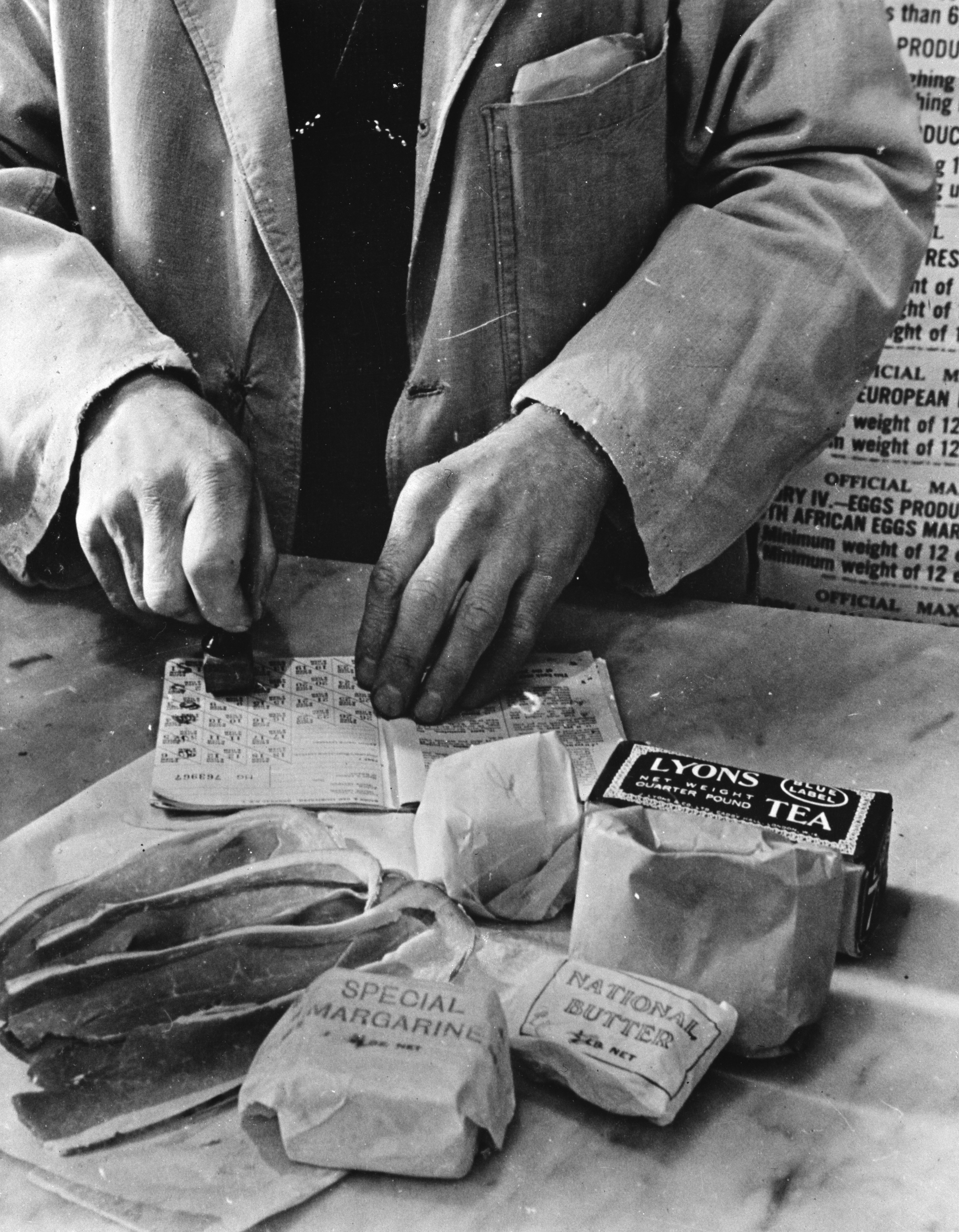
Rationnement des civils : Un commerçant britannique oblitère des tickets de rationnement en avril 1943.